# Explorer 27
Explorer 27 (hoặc BE-C hoặc Beacon Explorer-C hoặc Beacon-C) là một vệ tinh của Hoa Kỳ, được phóng vào năm 1965, được thiết kế để tiến hành nghiên cứu khoa học trong tầng điện ly. Nó được trang bị 4 tấm pin mặt trời. Một mục tiêu hoặc nhiệm vụ là nghiên cứu chi tiết hình dạng của Trái Đất bằng cách điều tra các biến thể trong trường hấp dẫn của nó. Đó là lần thứ ba và cuối cùng của Beacons trong chương trình Explorers. Vệ tinh đã bị đóng cửa vào năm 1973 bởi vì băng truyền của nó sẽ được sử dụng bởi các tàu vũ trụ ưu tiên cao hơn.

## Thiết bị
Explorer 27 mang bốn thiết bị, nằm trên xe tuyến chính. Chúng bao gồm một đầu dò Langmuir được sử dụng để đo nhiệt độ hoặc không gian xung quanh, một Đài phát thanh Beacon để kiểm tra các phương tiện giao tiếp từ mặt đất đến không gian mới, một thí nghiệm điều hướng Doppler, một phản xạ laser thụ động để cho phép theo dõi. Một từ kế ba trục đo hướng so với từ trường địa phương do Trái Đất, và cũng có một cảm biến Mặt Trời. Thanh nam châm và thanh giảm xóc khiến cho spin vệ tinh khớp với hướng từ trường.
Máy phát vô tuyến hoạt động trên 162 và 324 MHz. Tuy nhiên nó đã bị tắt vào ngày 20 tháng 7 năm 1973 vì nó đã can thiệp vào các vệ tinh khác. Các phản xạ laser thụ động tiếp tục được sử dụng do độ nghiêng thấp.